# 且介亭杂文
《且介亭杂文》是鲁迅的一部杂文集，收录了鲁迅在1934年所写的杂文三十六篇。包括《关于中国的两三件事》、《儒术》、《忆韦素园君》、《答曹聚仁先生信》、《不知肉味和不知水味》、《“以眼还眼”》、《运命》、《拿破仑与隋那》、《关于新文字》、《阿金》、《拿来主义》等。
“且介亭”的“且介”这一名字是取“租界”两字各一半。